# Phanotea peringueyi
Phanotea peringueyi är en spindelart som beskrevs av Simon 1896. Phanotea peringueyi ingår i släktet Phanotea och familjen Zoropsidae. Inga underarter finns listade i Catalogue of Life.